# Вигодянська сільська рада
Вигодя́нська сільська́ ра́да — орган місцевого самоврядування Вигодянської сільської громади в Одеському районі Одеської області.

## Склад ради
Рада складається з 26 депутатів та голови.
- Голова ради: Ріпак Василь Леонідович
- Секретар ради: Рибачок Алла Юріївна

### Керівний склад попередніх скликань
| Прізвище, ім'я, по батькові | Основні відомості                                                                       | Дата обрання | Дата звільнення |
| --------------------------- | --------------------------------------------------------------------------------------- | ------------ | --------------- |
| Ріпак Василь Леонідович     | Сільський голова, 1950 року народження, освіта середня спеціальна, член Партії регіонів | 26.03.2006   | 31.10.2010      |
| Ріпак Василь Леонідович     | Сільський голова, 1950 року народження, освіта середня спеціальна, член Партії регіонів | 31.10.2010   | 24.02.2018      |

Примітка: таблиця складена за даними сайту Верховної Ради України

### Депутати
За результатами місцевих виборів 2010 року депутатами ради стали:

#### За суб'єктами висування
| Суб'єкт висування                                       | Кількість обраних депутатів | %    |
| ------------------------------------------------------- | --------------------------- | ---- |
| Партія регіонів                                         | 16                          | 61,5 |
| Народна партія                                          | 5                           | 19,2 |
| Політична партія Всеукраїнське об'єднання «Батьківщина» | 3                           | 11,5 |
| Партія «Родина»                                         | 1                           | 3,8  |
| Самовисування                                           | 1                           | 3,8  |